# James Madison University

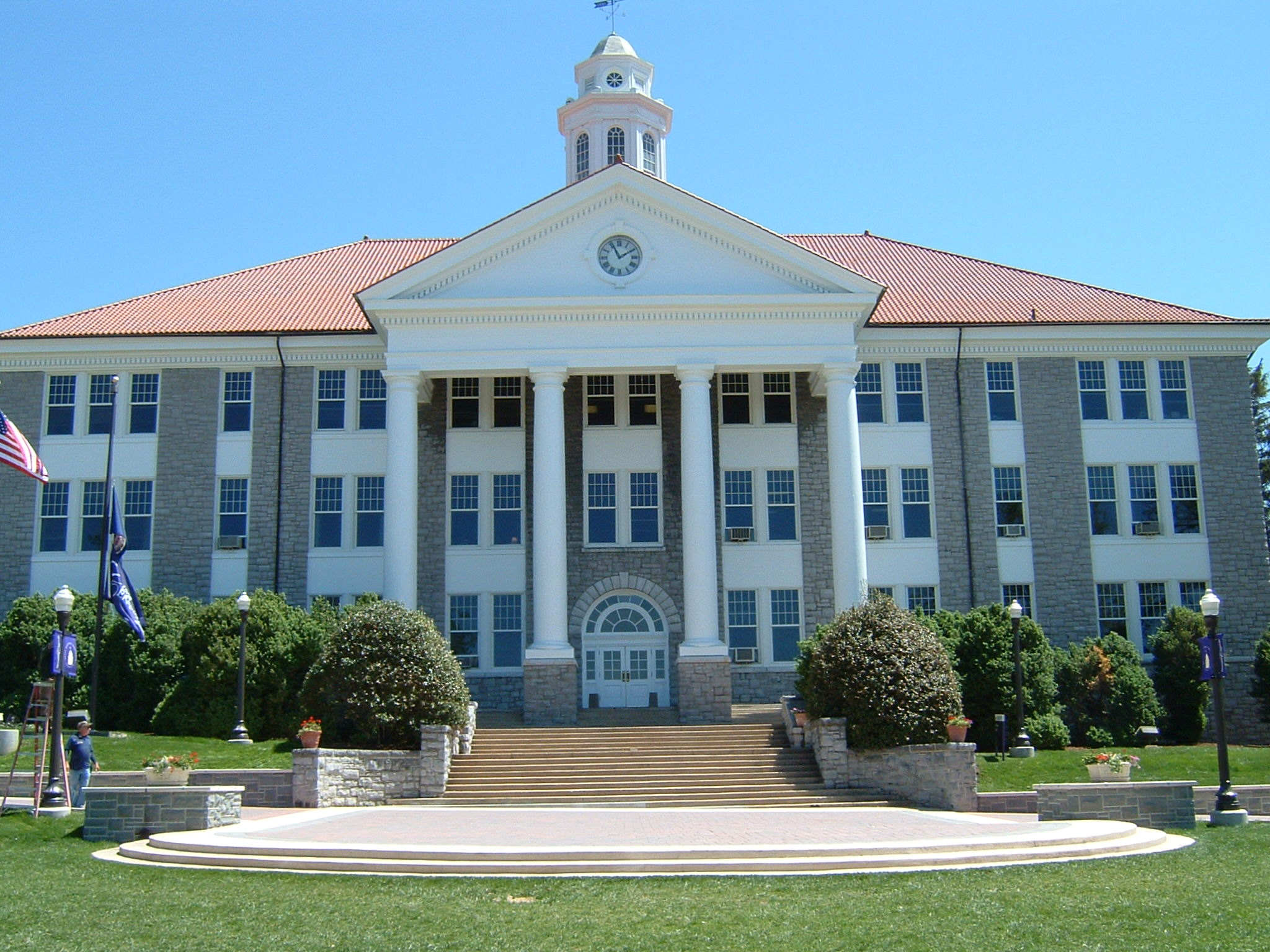
Wilson Hall

James Madison University (även JMU, Madison, J. Maddy och James Madison) är ett delstatligt universitet i staden Harrisonburg i den amerikanska delstaten  Virginia som grundades år 1908 som The State Normal and Industrial School for Women. Det första namnbytet var år 1914 till The State Normal School for Women at Harrisonburg. Det andra namnbytet var 1924 till State Teachers College at Harrisonburg och det tredje 1938 till Madison College efter James Madison. Det nuvarande namnet togs i bruk år 1976.